# جنان بويه
جنان بويه هي قرية وجماعة قروية تقع في إقليم اليوسفية بجهة مراكش آسفي، المغرب، وبلغ عدد سكانها 19.706 نسمة حسب الإحصاء العام للسكان والسكنى لسنة 2014.